# Deliverance (álbum de Quietdrive)
Deliverance es un álbum de la banda de punk/rock Quietdrive. Fue lanzado el 14 de octubre de 2008 a través de The Militia Group. 
Gracias a este disco, la banda se abrió paso hacia nuevas tierras, preparando una gira que incluyó a Estados Unidos, Reino Unido y Japón.

## Lista de canciones
1. "Believe" - 3:32
2. "Deliverance" - 3:22
3. "Daddy's Little Girl" - 3:43
4. "Motivation" - 2:50
5. "Birthday" - 3:14
6. "After All" - 2:59
7. "Pretend" - 3:09
8. "Hollywood" - 2:56
9. "Kissing Your Lips" - 2:58
10. "Take Me Now" - 3:59
11. "Promise Me" - 3:13
12. "Secret" - 4:18
13. "Starbright" - 4:28

- Datos: Q3282652